# Superleague Formula in 2011
Het Superleague Formula seizoen van 2011 wordt het vierde Superleague Formula-Wereldkampioenschap-seizoen. Dit jaar heette het kampioenschap weer Superleague Formula, omdat het tweejarige contract met Sonangol was afgelopen. Het seizoen begon dit jaar op 5 juni op het circuit van Assen en eindigde na 2 ronden (oftewel 4 races), op 17 juli op Zolder. Het seizoen zou oorspronkelijk eindigen op 11 december op een onbekend circuit in Nieuw-Zeeland.
Na drie seizoenen waarin de auto's namen van voetbalclubs droegen, rijden in 2011 coureurs in auto's die verschillende landen presenteren. In 2010 was Team China het eerste team die een land presenteert, waardoor de traditie met auto's die de namen van voetbalclubs dragen wordt doorbroken. Tien van de zestien teams hebben geen link meer met een voetbalclub.
Het seizoen eindigde na slechts twee raceweekenden nadat de zeven andere raceweekenden werden afgelast. Hierdoor werd Team Australië kampioen.

## Teams en coureurs
- Alle teams rijden voor het vierde seizoen op een rij met banden van Michelin.

| Voetbalclub                       | Team                       | Nr. | Coureur(s)          | Ronde |
| --------------------------------- | -------------------------- | --- | ------------------- | ----- |
| België - RSC Anderlecht           | Azerti Motorsport          | 1   | Neel Jani           | Alle  |
| Nederland - PSV Eindhoven         | Azerti Motorsport          | 2   | Yelmer Buurman      | Alle  |
| Frankrijk - Girondins de Bordeaux | Azerti Motorsport          | 3   | Tristan Gommendy    | Alle  |
| Tsjechië - AC Sparta Prague       | Atech Reid Grand Prix      | 4   | Filip Salaquarda    | Alle  |
| Luxemburg                         | Atech Reid Grand Prix      | 5   | Frédéric Vervisch   | Alle  |
| Nieuw-Zeeland                     | Atech Reid Grand Prix      | 6   | Earl Bamber         | 1     |
| Nieuw-Zeeland                     | Atech Reid Grand Prix      | 6   | Chris van der Drift | 2     |
| Japan                             | Atech Reid Grand Prix      | 7   | Duncan Tappy        | 1     |
| Japan                             | Atech Reid Grand Prix      | 7   | Robert Doornbos     | 2     |
| Nederland                         | Atech Reid Grand Prix      | 8   | Robert Doornbos     | 1     |
| Rusland                           | Atech Reid Grand Prix      | 17  | Michail Aljosjin    | 2     |
| Spanje – Atlético de Madrid       | EmiliodeVillota Motorsport | 9   | María de Villota    | 1     |
| Spanje – Atlético de Madrid       | EmiliodeVillota Motorsport | 9   | Andy Soucek         | 2     |
| Turkije – Galatasaray S.K.        | EmiliodeVillota Motorsport | 10  | Andy Soucek         | 1     |
| Turkije – Galatasaray S.K.        | EmiliodeVillota Motorsport | 10  | Duncan Tappy        | 2     |
| China                             | EmiliodeVillota Motorsport | 11  | Ho-Pin Tung         | 1     |
| Zuid-Korea                        | EmiliodeVillota Motorsport | 19  | Max Wissel          | 2     |
| Brazilië                          | Alan Docking Racing        | 14  | Antônio Pizzonia    | Alle  |
| Australië                         | Alan Docking Racing        | 24  | John Martin         | Alle  |
| Engeland                          | Alan Docking Racing        | 31  | Craig Dolby         | Alle  |

## Kalender en resultaten
- Op 2 mei 2011 werd de kalender officieel bekendgemaakt. In dit seizoen wordt de Superleague Formula meer een wereldkampioenschap met races op vier continenten in 8 raceweekenden. Voor de eerste keer zijn er races in Brazilië (twee races), Qatar en Nieuw-Zeeland.
- De Russische ronde, gepland op 10 en 11 september, zou worden gehouden op de nieuwe Smolensk Ring, maar werd later van de kalender gehaald wegens tijdgebrek. De ronde werd vervangen door een tweede ronde in China.
- De ronde in Qatar werd vervangen door een ronde in Zuid-Korea.
- De twee rondes in Brazilië zijn afgelast omdat de circuits niet op tijd klaar waren. Ook de rondes in China, Korea en Nieuw-Zeeland werden later afgelast.
- Met de bekendmaking van de kalender werd bevestigd dat alle rondes een 'Grand Prix' mogen heten.

| Ronde | Ronde | Grand Prix         | Circuit          | Datum      | Poleposition                              | Snelste ronde                              | Winnende club                           | Winnende team         | Weekend winnaar                      |
| ----- | ----- | ------------------ | ---------------- | ---------- | ----------------------------------------- | ------------------------------------------ | --------------------------------------- | --------------------- | ------------------------------------ |
| 1     | R1    | GP Assen - Holland | TT Circuit Assen | 4-5 juni   | Frankrijk - GDB Coureur: Tristan Gommendy | Frankrijk - GDB Coureur: Tristan Gommendy  | Nederland - PSV Coureur: Yelmer Buurman | Azerti Motorsport     | Engeland Coureur: Craig Dolby        |
| 1     | R2    | GP Assen - Holland | TT Circuit Assen | 4-5 juni   |                                           | Tsjechië - SPR Coureur: Filip Salaquarda   | Japan Coureur: Duncan Tappy             | Atech Reid Grand Prix | Engeland Coureur: Craig Dolby        |
| 2     | R1    | GP Zolder - België | Circuit Zolder   | 16-17 juli | Engeland Coureur: Craig Dolby             | Nieuw-Zeeland Coureur: Chris van der Drift | Engeland Coureur: Craig Dolby           | Alan Docking Racing   | Luxemburg Coureur: Frédéric Vervisch |
| 2     | R2    | GP Zolder - België | Circuit Zolder   | 16-17 juli |                                           | Australië Coureur: John Martin             | Australië Coureur: John Martin          | Alan Docking Racing   | Luxemburg Coureur: Frédéric Vervisch |

### Afgelaste ronden
| Grand Prix            | Circuit                              | Datum          |
| --------------------- | ------------------------------------ | -------------- |
| GP Rusland            | Smolensk Ring                        | 3-4 september  |
| GP Goiâna - Brazilië  | Autódromo Internacional Ayrton Senna | 8-9 oktober    |
| n.n.b.                | n.n.b.                               | 15-16 oktober  |
| GP Beijing - China    | Beijing International Street Circuit | 29-30 oktober  |
| GP Sjanghai - China   | n.n.b.                               | 5-6 november   |
| GP Seoul - Zuid-Korea | n.n.b.                               | 12-13 november |
| n.n.b.                | n.n.b.                               | 10-11 december |